# رائول اسخرانیل
رائول اسخرانیل (چکی: Raoul Schránil; ۲۴ مارس ۱۹۱۰ – ۲۰ سپتامبر ۱۹۹۸) بازیگر اهل جمهوری چک بود.
از فیلم‌ها یا برنامه‌های تلویزیونی که وی در آن نقش داشته‌است می‌توان به رزا لوکزامبورگ، خانه خوبرویان خفته، بیگ بیت، مسیحی، باد سیمگون، و گردان اشاره کرد.